# Actinopus cucutaensis
Espèce
Actinopus cucutaensis est une espèce d'araignées mygalomorphes de la famille des Actinopodidae.

## Distribution
Cette espèce se rencontre en Colombie, au Venezuela et au Brésil au Roraima,.

## Description
Le mâle décrit par Miglio, Pérez-Miles et Bonaldo en 2020 mesure 16,62 mm et la femelle 18,37 mm.

## Étymologie
Son nom d'espèce, composé de cucuta et du suffixe latin -ensis, « qui vit dans, qui habite », lui a été donné en référence au lieu de sa découverte, Cúcuta.

## Publication originale
- Mello-Leitão, 1941 : « Notas sobre a sistematica das aranhas com descrição de algumas novas especies Sul Ameicanas. » Anais da Academia Brasileira de Ciências, vol. 13, p. 103-127.